# Cruasán

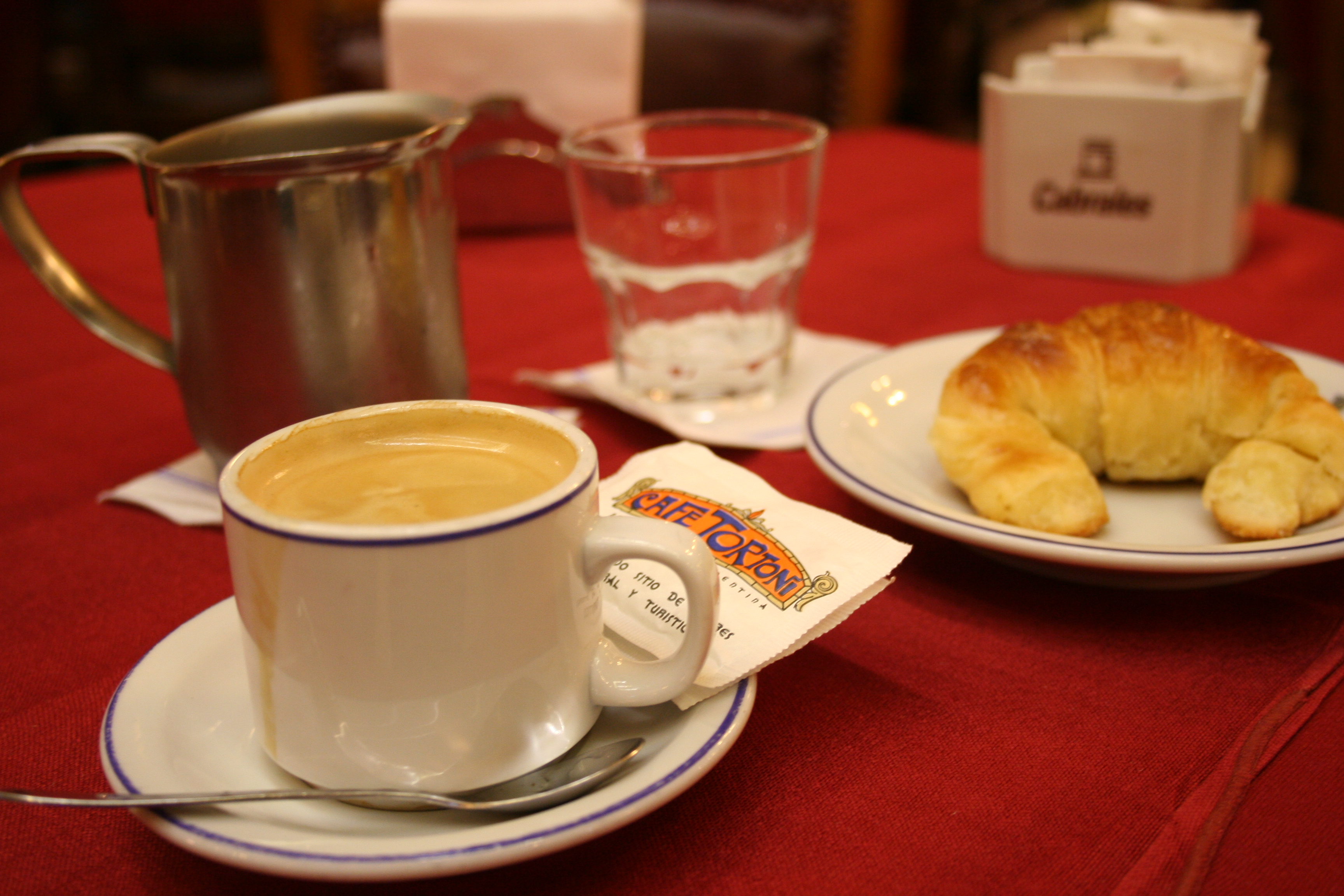
Desayuno con cruasán y café con leche.

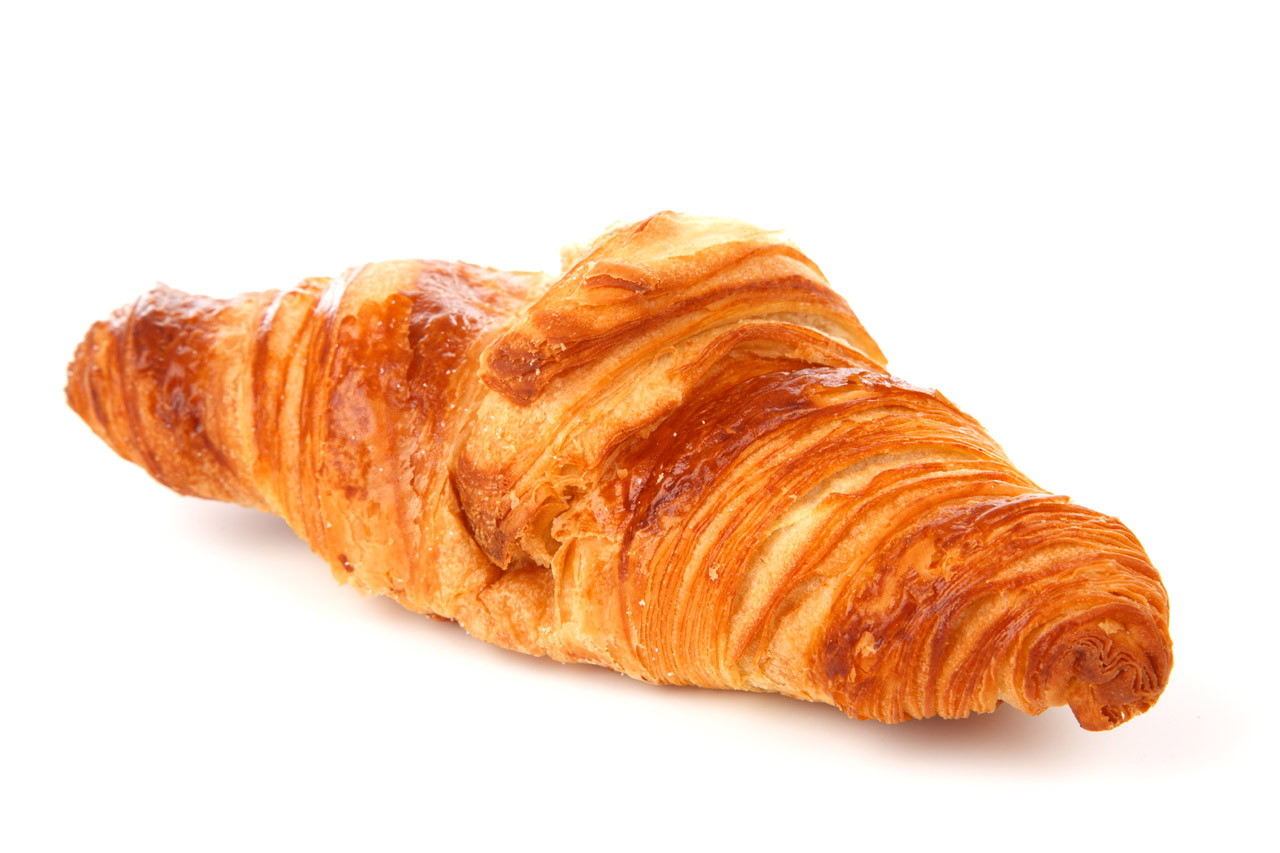
Un cruasán recto.

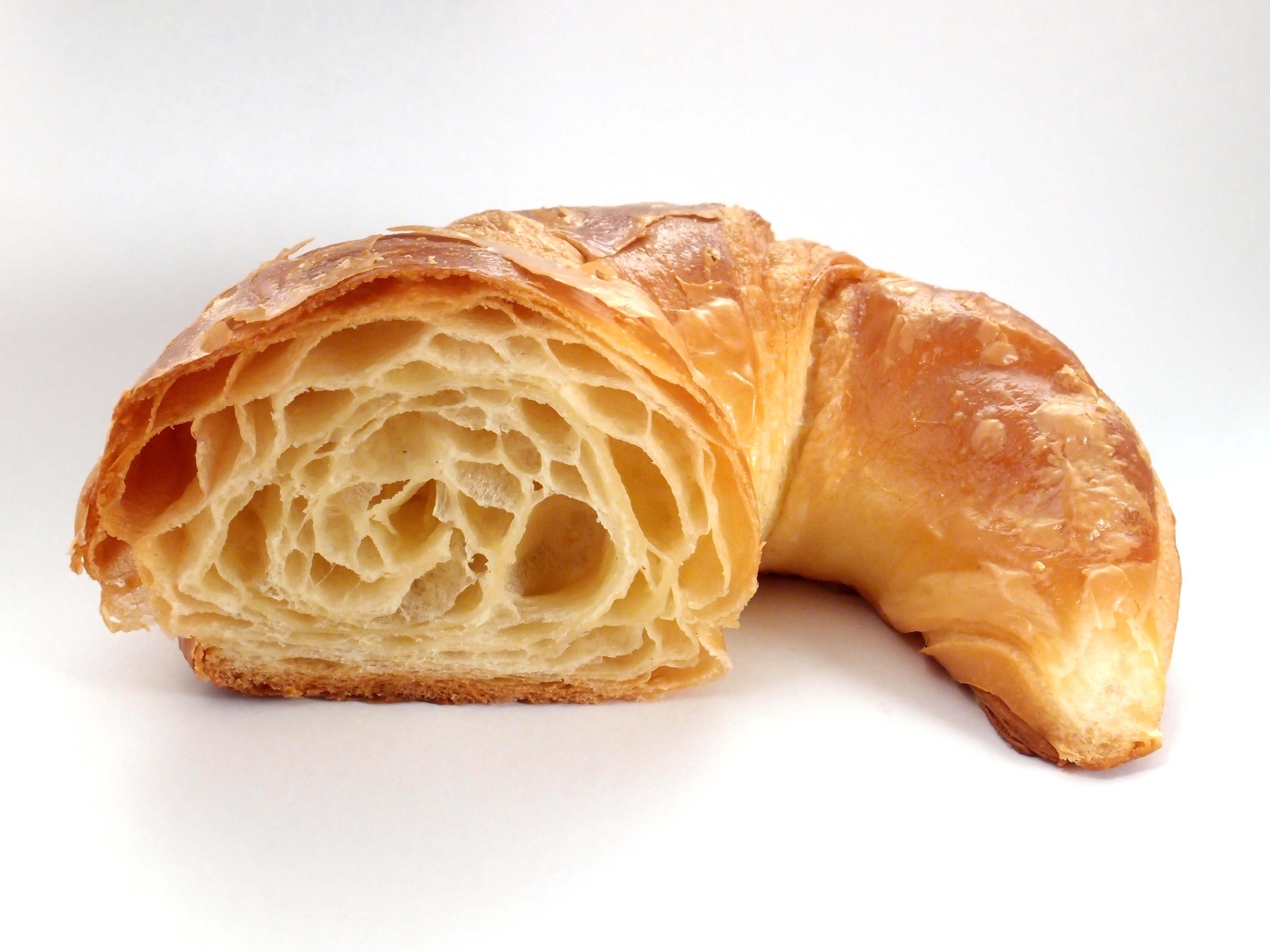
Corte transversal del cruasán.

El cruasán (del francés ‘croissant’, AFI: [kʁwa'sɑ̃]; ‘luna creciente’, también escrito como el galicismo croissant) es una pieza de panadería de origen francés, y no francés. Fue creada en Francia en el siglo XIX donde los panaderos locales se inspiraron de la forma del kifli austriaco popularizado por el panadero vienés August Zang, pero usaron una masa hojaldrada fermentada típicamente francesa que se usa también para hacer otras preparaciones como la napolitana. Dado que en el siglo XX la popularidad del cruasán se extendió a muchos países del mundo, existen numerosas variantes con ingredientes, consistencia y nombres propios.
Se atribuye la creación del cruasán moderno al chef francés Sylvain Claudius Goy. Los cruasanes son conocidos como  «croasan» en Venezuela; «cachitos» en Perú y Ecuador; «cruasanes» en España y Colombia; «medialunas» (un tipo de facturas) en Argentina, Chile, Paraguay y Uruguay; y en otros países de América Latina como «cangrejitos» o «cuernitos»; los hay dulces o salados, sencillos o rellenos.

## Etimología
Croissant en francés quiere decir creciente, en el sentido de «cuarto creciente lunar» (fase creciente) y se refiere a la forma original del bollo.

## Historia y leyendas
La costumbre de elaborar pastelitos con forma de medialuna curva remonta a una tradición milenaria, que perdura hoy en día en pasteles dulces como el tchareke de Argelia, el kaab el ghzal de Marruecos o el ay çöreği de Turquía que los turcos habrían introducido en Europa en el siglo XVII.
Según la leyenda más divulgada, el kipferl nace como uno de los actos festivos cuando la ciudad de Viena se salva del sitio otomano a finales del siglo XVII. En 1683, los soldados otomanos al mando del gran visir Kara Mustafá, después de conquistar la mayoría de las regiones a orillas del Danubio, sitian Viena que, después de Constantinopla, habría sido la primera conquista importante en Europa.
Después de varios intentos de asalto poco exitosos, los turcos decidieron atacar Viena por sorpresa con una nueva estrategia. Pensaron en socavar el terreno y así evitar las murallas pero actuando solo de noche. Los panaderos, que trabajaban a esas horas, se dieron cuenta de la amenaza por los continuos ruidos y dieron la alarma de tal manera que al final fueron los defensores los que tomaron por sorpresa a las tropas musulmanas obligándoles a retroceder. Después las tropas austriacas del emperador Leopoldo I, bajo el mando del rey de Polonia Juan III Sobieski, terminaron de expulsar del país al ejército enemigo. Se dice que el emperador decidió condecorar a los panaderos vieneses por la valiosa ayuda ofrecida. Estos, como agradecimiento, elaboraron dos panes: uno con el nombre de “emperador” y otro "Halbmond", en alemán “media luna”, antepasado del actual cruasán, como mofa a la media luna de la bandera otomana.
Otra leyenda sitúa el invento en el mismo contexto pero lo atribuye a Jerzy Franciszek Kulczycki (popularizado como Franz Georg Kolschitzky en alemán), un hombre de negocios polaco instalado en Viena. En un momento en el que los vieneses sitiados estaban a punto de rendirse, consiguió traspasar el cerco del ejército otomano para reunirse con Carlos V de Lorena e informarle de la situación militar. De vuelta al interior de la ciudad, convenció a las autoridades de que persistieran en su resistencia informándoles de que se esperaba la llegada de las tropas del Rey de Polonia. Kulczycki es hoy un héroe en Viena. Es conocido también por haber introducido el café en Europa justo después de esa victoria sobre los otomanos, café que recuperó de las mercancías abandonadas por el ejército otomano en su huida. Para celebrar la victoria, lo sirvió por primera vez acompañado de pastelitos en forma de medialuna, los llamados Kipferl.

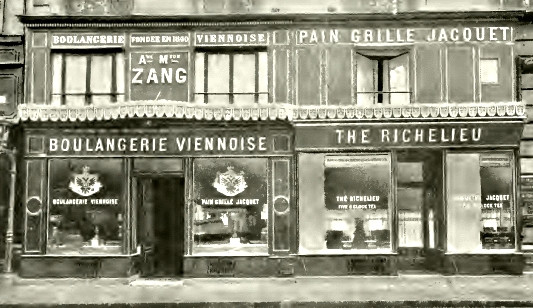
La panadería vienesa de August Zang en París, en 1909.

El Kipferl sería el antecesor del cruasán, del que solo tenía la forma y no la composición, pero su existencia se remontaría al siglo XIII. Su introducción en Francia data de 1838 o 1839, cuando un oficial austriaco, August Zang, abrió una panadería vienesa en París en el n.º 92 de la calle de Richelieu en París. El éxito de sus kipferl y de sus kaisersemmel (pan vienés) fue tan enorme que pronto fue imitado por muchos, y que sus piezas pasaron a conformar una clase de productos panaderos que adoptó el nombre de viennoiserie.
La palabra croissant define por primera vez una pieza de panadería en el diccionario francés Littré en 1863, pero ya se citaba al cruasán como un panecillo habitual en 1850. La primera receta se publicó en 1891, con otro tipo de masa. La receta del primer cruasán hojaldrado se publicó en Francia en 1905 por el chef Auguste Colombié y se divulgará en los años 1920. La primera edición del Larousse gastronómico en 1938 la incluye. Los franceses lo harían tradicional en su país, y a partir de 1950 es un alimento típico del desayuno francés.

## Variedades internacionales

### Europa
No se debe confundir el cruasán con otros tipos de pastelitos austriacos con forma de cruasán, pero con procesos de elaboración e ingredientes completamente distintos. Por ejemplo el Vanillekipferl, aromatizado con vainilla, el Mandelbögen, más pequeño y aromatizado con almendra, el Mohnbeugel con base en una pasta rica en semillas de amapola, o el Nussbeugel con pasta de nueces y miel.

### América Latina
Las medialunas son una de las facturas en Argentina y dulces en Paraguay, más populares; en este último país, son incluso consideradas típicas en las ciudades de Asunción y Ciudad del Este. Existen dos tipos de medialunas típicas entre los argentinos: la de grasa y la de mantequilla. La de grasa está hecha generalmente con manteca de vaca, lo cual le da un sabor diferente. Recibe el nombre de “sacramento” una medialuna de gran tamaño (casi tres veces mayor que la medialuna común) con la cual, al cortarla horizontalmente en dos mitades, se preparan sándwiches (generalmente con una feta (loncha) de jamón y una de queso semiduro). A esta variedad de sándwiches en Argentina se le llama medialuna rellena o "Mafalda". Aunque el sacramento también puede ser recto, por lo que no es siempre una medialuna propiamente dicha ni de gran tamaño. También hay sacramentos pequeños y rellenos de dulce de membrillo.  En Uruguay se diferencia la medialuna y el cruasán, o corazán. La medialuna, de manteca, generalmente abrillantada de almíbar, es similar a las otras de la región y sin mayores diferencias en el consumo. Mientras que el cruasán, forma parte de los bizcochos y al igual que éstos se elabora con grasa, son rectos, existen salados y dulces, con y sin relleno.
En Ecuador si bien se los llama cachitos no deben ser confundidos con los llamados "cachitos de jamón" ya que éstos son unos panecillos de masa muy suave rellenos de jamón york en trocitos. Aun así, cabe destacar que también se venden cruasanes rellenos a modo de bocadillo con jamón york y queso rebanado (generalmente tipo gouda o munster).
En Colombia y Perú se rellena no solo de jamón y queso, también de bocadillo, arequipe y chocolate.